# حزب المنتدى الديمقراطي المتحد
حزب المنتدى الديمقراطي المتحد كان حزباً سياسياً في كينيا.

## التاريخ
تأسس الحزب في عام 2012، من قبل شريحة من الأعضاء الشباب في البرلمان الكيني العاشر تحت فرضية توجيه الإصلاحات في الحكم الكيني وتعزيز النمو الاقتصادي.  وكان من بين أعضائه نائب رئيس الوزراء موساليا مدافادي. 
قبل الانتخابات العامة لعام 2013، انضم الحزب إلى ائتلاف أماني، الذي رشح مدافادي كمرشح رئاسي. في الانتخابات، حل مدافادي في المركز الثالث في السباق الرئاسي بنسبة 4٪ من الأصوات، بينما فاز الحزب بثلاثة مقاعد في مجلس الشيوخ واثني عشر في الجمعية الوطنية.
في عام 2015، انفصل مودافادي عن الحزب ليشكل مؤتمر أماني الوطني. في عام 2016 اندمج الحزب في حزب اليوبيل. 